# Schefflera trianae
Schefflera trianae là một loài thực vật có hoa trong Họ Cuồng cuồng. Loài này được (Planch. & Linden ex Marchal) Harms miêu tả khoa học đầu tiên năm 1894.